# 黃仲圖
黃仲圖（1902年—1988年），字河軒，生於日治臺灣斗六廳林圮埔支廳羌仔藔區（今南投縣鹿谷鄉），台灣政治人物，為中國國民黨籍。於1946年接替連謀派任擔任高雄市市長一職。

## 生平
其父黃錫三，清朝時期秀才，出身南投竹山，為地方領袖。其兄黃式鴻。
黃仲圖畢業於臺南師範（今國立臺南大學的前身），之後就讀日本東洋大學。畢業後，與其兄黃式鴻赴中國浙江，任職浙江嘉興民眾教育館嘉善分部。
1937年，對日抗戰爆發，隨國民政府後撤至重慶。曾任浙江大學教授、第八戰區幹訓團總教官、政治部部附等職。
1945年，第二次世界大戰結束，黃仲圖隨國民政府回到台灣，從事接收工作。後被指派為高雄市長。
1947年二二八事件時，黃仲圖曾在3月6日與議長彭清靠、凃光明與苓雅區長林界、台灣電力公司高雄辦事處主任李佛續等人前往壽山的要塞司令部，會見要塞司令彭孟緝，希望禁止巡邏隊再射擊民眾。然而卻全數遭到逮捕，只有李佛續、黃仲圖、彭清靠三人獲釋下山。其他人先後遇害。
同年6月，受聘為國立臺灣大學外文系副教授，教授日文，並出任系主任。8月，黃強接任高雄市長。
1950年，黃仲圖卸下系主任職務，任台灣大學總務長，直到1953年卸任。1958年，升任教授。1976年，自台灣大學退休。1988年去世。